# مادر (مجموعه تلویزیونی ترکی)
مادر (به ترکی استانبولی: Anne) یک سریال ساخت ترکیه است. این سریال با اقتباس از فیلم ژاپنی مادر ساخته شده‌است.

## داستان
زینب یک معلم است که برای نجات یکی از دانش آموزان خودش به نام ملک، او را با خود به شهر دیگری می‌برد و او را فرزند خودش معرفی می‌کند. این سریال با نام هسل از شبکه (جم گروپ) با دوبله فارسی پخش شد.

## بازیگران
- جانسو دره در نقش زینب
- وحیده پرچین در نقش Gönül اصلان
- Beren Gökyıldız در نقش Melek Akçay/Turna Güneş
- Gonca Vuslateri در نقش Şule Akçay
- Berkay Ateş در نقش Cengiz Yıldız
- Gülenay Kalkan به عنوان Cahide Güneş
- می Nergis به عنوان علی Arhan
- Serhat Teoman به عنوان Sinan دمیر
- Şükrü Türen به عنوان عارف
- Alize Gördüm sa Gamze Güneş
- آهسن اراوغلو به عنوان Duru Güneş
- Umut Yiğit Vanlı به عنوان Sarp
- Onur Dikmen به عنوان Rıfat
- Rajat bhandari Bolat به عنوان Ramo
- علی Süreyya به عنوان Mert
- Meral Çetinkaya به عنوان خانم Zeynep اصلان
- Zuhal Gencer Erkaya به عنوان Saniye
- Arzu Oruç به عنوان Dilara
- Ayşegül Işsever به عنوان Serap